# 日尔乡
日尔乡，是中华人民共和国四川省阿坝藏族羌族自治州小金县下辖的一个乡镇级行政单位。

## 行政区划
日尔乡下辖以下地区：
日尔村、四大安村、木桠村、上马厂村、木纳斯村、董马村和园艺场村。